# BMW M326
Il BMW M326 è un motore a scoppio alimentato a benzina prodotto dal 1936 al 1955 dalla Casa automobilistica tedesca BMW.

## Storia e profilo

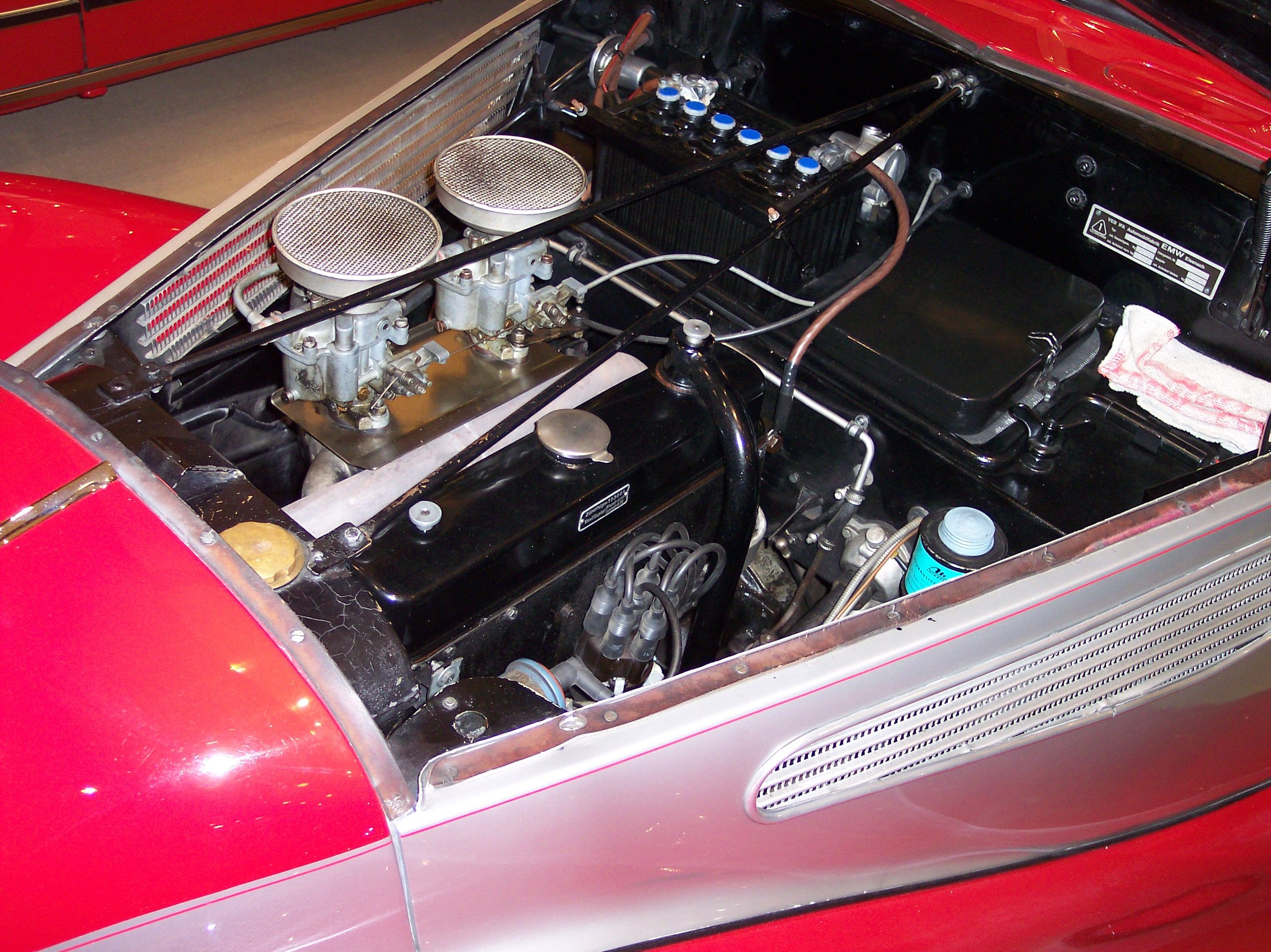
Un motore M327 montato su una EMW 327

Questo motore nacque sulla base del 1.9 BMW montato sulla BMW 319 (vedi). Da tale base, venne effettuata una leggera rialesatura, che portò il diametro dei cilindri da 65 a 66 mm, mentre la corsa rimase invariata a 96 mm. La cilindrata passò così da 1911 a 1971 cm³.

Monoblocco e testata erano generalmente in ghisa, ma nelle versioni più spinte fu utilizzata la lega in alluminio. 

Della 319 fu mantenuta la soluzione delle camere di scoppio emisferiche.

Invariato lo schema della distribuzione, a valvole in testa e con albero a camme nel basamento, aste e bilancieri.

Questo motore fu proposto in diverse varianti prestazionali, dalle più tranquille alle più sportive, ognuna con una diversa sigla che sottintendeva la principale delle applicazioni cui era destinata.

### M326 da 50 CV
La versione nata per prima montava due carburatori Solex 26BFVLS con starter automatico. Il rapporto di compressione è stato innalzato a 6:1 rispetto ai 5.6:1 della 319. La potenza massima arrivava a 50 CV a 3750 giri/min.

In tale configurazione questo motore è stato montato su:
- BMW 326 (1936-41);
- BMW 325 (1937-40).

### M320 da 45 CV
Dalla versione precedente è stata derivata una versione depotenziata a 45 CV a 4000 giri/min. I 5 CV in meno sono dovuti alla presenza di un solo carburatore Solex anziché due. Tale motore è stato montato su:
- BMW 320 (1937-38);
- BMW 321 (1938-41).

### M327 da 55 CV
Questa versione differisce da quella da 50 CV per il rapporto di compressione portato a 6.3:1. In questo modo la potenza massima salì a 55 CV a 4500 giri/min. Tale motore è stato montato su:
- BMW 327 (1937-41);
- BMW 340 (1949-52);
- EMW 327 (1952-54);
- EMW 340 (1953-55).

### M328 da 80 CV

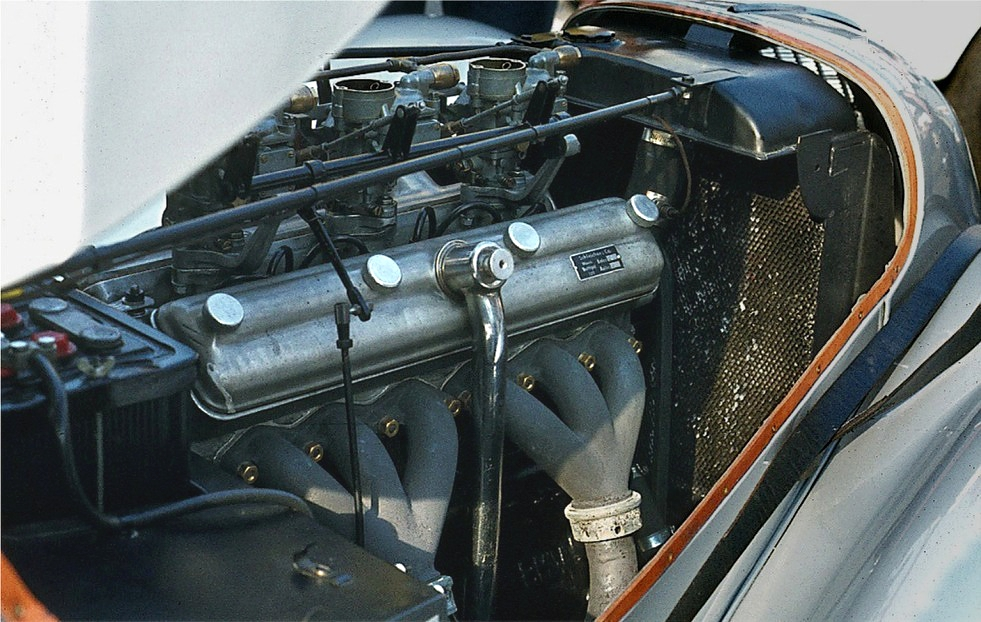
Un motore M328 da 80 CV montato su una BMW 328

È la più tranquilla tra le versioni spinte. Differisce dalle versioni precedenti prima di tutto per la testata, realizzata in lega di alluminio e di nuova progettazione, in modo da permettere una migliore combustione e quindi migliori prestazioni. Inoltre, le camere di scoppio erano di tipo emisferico con valvole disposte a V, mentre il motore era alimentato da ben tre carburatori invertiti Solex 30JF. Il rapporto di compressione fu portato da 5.6 a 7.5:1.

Come risultato la potenza massima raggiunse gli 80 CV a 5000 giri/min, mentre la coppia massima arrivò a 126 N·m a 4000 giri/min.

Tale motore è stato montato su:
- BMW 328 stradale (1936-40);
- BMW 327/28 (1938-41).

In seguito all'acquisizione dei progetti della BMW 327/28 da parte della Casa inglese Bristol, avvenuta nell'immediato dopoguerra, questo motore è stato montato anche sulla Bristol 400 (1947-50), primo modello dell'allora neonata Casa britannica.

### M328 da 130 CV
È la più potente versione appartenente alla famiglia M328. Il motore derivava direttamente dal 2 litri da 80 CV montato sulla 328, ma venne sottoposto a numerosi aggiornamenti, tra cui la lavorazione dei tre carburatori, il cui diametro fu portato da 30 a 32 mm. La potenza ottenuta grazie a questa e ad altre modifiche raggiunse i 130 CV a 5500 giri/min. Questo motore è stato montato sulla BMW 328 destinata a competizioni come la Mille Miglia.

### Varianti britanniche
Quando la Bristol acquisì i diritti di fabbricazione del motore M326 e delle sue varianti, nacquero nel corso degli anni numerose altre varianti riservate però solo alla produzione della Casa britannica. Di seguito viene mostrata una panoramica delle varianti britanniche più comuni:
| Motori BMW-Bristol |                            |                |               |                            |                    |
| Variante           | Alimentazione              | Potenza CV/rpm | Coppia Nm/rpm | Applicazioni               | Anni di produzione |
| 1.                 | Tre carburatori Solex 32BI | 85/4500        | 145/3500      | Bristol 401 e 402          | 1949-52            |
| 2.                 | Tre carburatori Solex 32BI | 100/5000       | 167/3750      | Bristol 403                | 1953-55            |
| 3.                 | Tre carburatori Solex 32BI | 105/5000       | 152/3750      | Bristol 404 e 405          | 1953-58            |
| 4.                 | Tre carburatori Solex 32BI | 125/5000       | -             | Bristol 405 Drophead Coupé | 1954-58            |

### Altre varianti
Sempre la Bristol, tra il 1958 ed il 1961, ha ricavato una versione maggiorata del 2 litri a testata in lega leggera. Le misure di alesaggio e corsa, inizialmente di 66x96 mm, furono portate a 68.70x99.64 mm, per una cilindrata di 2216 cm³. La potenza rimane invariata a 105 CV, disponibili però già a 4700 giri/min. Questo motore è stato montato sulla Bristol 406. Una seconda versione derivava dal 2 litri da 80 CV ed è stata montata sulla Veritas RS da gara tra il 1947 ed il 1949.